# Dub FX

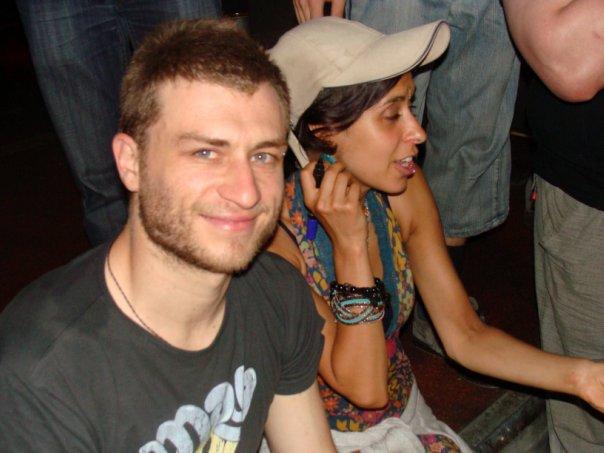
Dub FX und Flower Fairy in Tscheljabinsk

Dub FX (* 11. Juni 1983 in Melbourne als Benjamin Stanford) ist ein australischer Beatboxer und Live-looping-Künstler.
Sein Markenzeichen sind seine Auftritte als Straßenmusiker, bei denen er nur mit seiner Stimme und Effektgeräten vielschichtige Musikstücke in Echtzeit erstellt.

## Musikalische Karriere
Der aus dem Melbourner Stadtteil St Kilda stammende Stanford spielte und sang zunächst als Mitglied der Band Twitch und zog dann nach Europa, wo er eine Solokarriere begann.
Er bewirbt seine Musik ausschließlich durch seine Liveauftritte und über Mundpropaganda in sozialen Netzwerken sowie mit einigen kostenlos verfügbaren Musiksamples.
Stanford ist einer der Gründer des Musiklabels Convoyun.ltd, das neben seinen eigenen Werken auch Musik der Künstler Flower Fairy, Sirius und Mr Woodnote veröffentlicht hat, teilweise mit Unterstützung weiterer Künstler (wie CAde, Lil Rhys, Pete Philly, Theo ‘Monkey’) auf einigen Musikstücken. Alle Alben des Labels wurden von Dub FX produziert.
Auf Everythinks A Ripple ist ebenfalls der Saxophonist und Looper Mr Woodnote vertreten. So ist in den Tracks Flow, Supernova Pilot und Wandering Love sein Saxophon zu hören. Die Stücke Flow und Love Someone zählen zu den bekanntesten Stücken von Dub FX.
Im Jahr 2010 arbeitete Dub FX mit dem Melbourner Produzenten Sirius zusammen; sie veröffentlichten das Album A Crossworlds. Der Stil von A Crossworlds geht stark in Richtung Dubstep, was an der Betonung von Subfrequenzen und dem zwischen 138 und 145 bpm liegenden Tempo erkennbar ist.
Dub FX’ Songtexte behandeln das allgemeinere Weltgeschehen und den Zeitgeist, gleichzeitig rufen sie zur individuellen Revolution durch Selbstbestimmung und Hingabe auf.
Auf seinen Reisen und bei seinen Auftritten wurde Stanford von seiner damaligen Verlobten Shoshana Sadia begleitet, die unter dem Namen Flower Fairy auftritt. Die beiden begegneten sich in Manchester und reisten dann gemeinsam um die Welt, um als Straßenmusiker aufzutreten. Sadia verkaufte meist CDs während der Auftritte. Hin und wieder sangen beide gemeinsam, beispielsweise ist sie auf Everythinks A Ripple bei den Stücken Wandering Love und Time Will Tell sowie auf dem Stück Gingerbread Man/Future vertreten.

## Diskografie (Auswahl)
Die Musik von Benjamin Stanford ist digital bei Bandcamp und teilweise bei diversen Musikstreaming Diensten vorhanden. Die Alben sind in Limitierter Stückzahl auch auf CD und Schallplatte verfügbar.
- 2007: Dub FX – Live In The Street (Self-Release, Sammlung verschiedener Liveaufnahmen aus verschiedenen Ländern)
- 2009: Dub FX – Everythinks A Ripple (Self-Release, Studio-Album)
- 2010: Dub FX & Sirius – A Crossworlds (Self-Release, Mix)
- 2013: Dub FX – Theory of Harmony (Self-Release, Studio-Album)[2]
- 2016: Dub FX – Thinking Clear (Self Release, Studio-Album)
- 2020: DUB FX – ROOTS (Studio-Album)[3]